# Ніколаєв Михайло Олегович
Михайло Олегович Ніколаєв (нар. 18 травня 1983) — український борець греко-римського стилю, срібний призер чемпіонату Європи, бронзовий призер Кубку світу, срібний призер чемпіонату світу серед військовослужбовців, бронзовий призер чемпіонату світу серед юніорів. Майстер спорту України міжнародного класу з греко-римської боротьби.

## Біографія
Боротьбою почав займатися з 1990 року. Вихованець Миколаївської обласної комунальної комплексної дитячо-юнацької спортивної школи № 1. Перший тренер Олександр Пономарьов. Згодом тренувався також під керівництвом заслужених тренерів України Сергія Безпаленка і Володимира Новохатька. 2003-го у Стамбулі став третім на світовій юніорській першості. Виступав за борцівський клуб з Миколаєва. 2006-го, після здобуття срібної нагороди європейської першості, був включений до списку видатних спортсменів, тренерів та діячів фізичної культури і спорту, яким призначена стипендія Кабінету Міністрів України.

## Виступи на Чемпіонатах світу
| Змагання                        | Збірна  | Вагова категорія | Місце |
| ------------------------------- | ------- | ---------------- | ----- |
| Чемпіонат світу з боротьби 2006 | Україна | 96 кг            | 13    |
| Чемпіонат світу з боротьби 2005 | Україна | 96 кг            | 7     |

## Виступи на Чемпіонатах Європи
| Змагання                         | Збірна  | Вагова категорія | Місце  |
| -------------------------------- | ------- | ---------------- | ------ |
| Чемпіонат Європи з боротьби 2006 | Україна | 96 кг            | Срібло |

## Виступи на Кубках світу
| Змагання                    | Збірна  | Вагова категорія | Місце  |
| --------------------------- | ------- | ---------------- | ------ |
| Кубок світу з боротьби 2005 | Україна | 96 кг            | Бронза |

## Виступи на інших змаганнях
| Змагання                                                  | Збірна  | Вагова категорія | Місце  |
| --------------------------------------------------------- | ------- | ---------------- | ------ |
| Чемпіонат світу з боротьби серед військовослужбовців 2005 | Україна | 96 кг            | Срібло |